# 富士セービングバス
株式会社富士セービングバス（ふじセービングバス）は、かつて東京都台東区にあったバス事業者・旅行業者である。
「旅の散策」のブランド名で主に旅行商品（募集型企画旅行）の企画・販売を取り扱い、高速路線バスを運行していた。その他に、金券ショップ「チケットキング」を運営しフランチャイズ展開を行っていた。
バス事業については、かつてのツアーバスの運行委託先で、事業認可取り消し処分を受け事業廃止したタイセイ観光バス東京営業所（東京都八王子市）の事業を引き継いだものであった。このため独自のカラーリングが制定される以前は、タイセイ観光バスのカラーリングを一部変更したものであった。

## 高速路線バス
- 東京 - 大阪
- 東京 - 名古屋
- 東京 - 仙台

「旅の散策バス」の名で上記3路線を運行していた。自社催行のツアーバスとして運行を開始、2013年7月31日より高速路線バスに移行した。朝に出発して昼過ぎに到着する朝便、夕方に出発して夜に到着する夕便、深夜に出発して翌朝に到着する夜便があった。全便とも27人乗りの2列+1列シート車両で運行していた。
2014年5月31日限りで大阪便が運休、同年6月27日より平成エンタープライズ系列の平成コミュニティバスが引き継いだ。
2015年3月限りで残る2路線を廃止し、高速バス事業から撤退した。この2路線は同年4月23日より桜交通及び同社の系列のインフォマティックが車両とともに引き継ぎ、「散策バス」として運行している。
高速バス事業撤退後に旅行業登録を廃止して金券ショップ運営からも撤退し、2015年8月12日に東京地裁より破産手続き開始決定の宣告を受けた。2016年1月13日に法人格が消滅した。